# Letní olympijské hry
Letní olympijské hry (též letní olympiáda, zkráceně LOH) jsou nejsledovanější mezinárodní sportovní událostí s celosvětovým dosahem. Konají se každé čtyři roky v létě.

## Místa konání

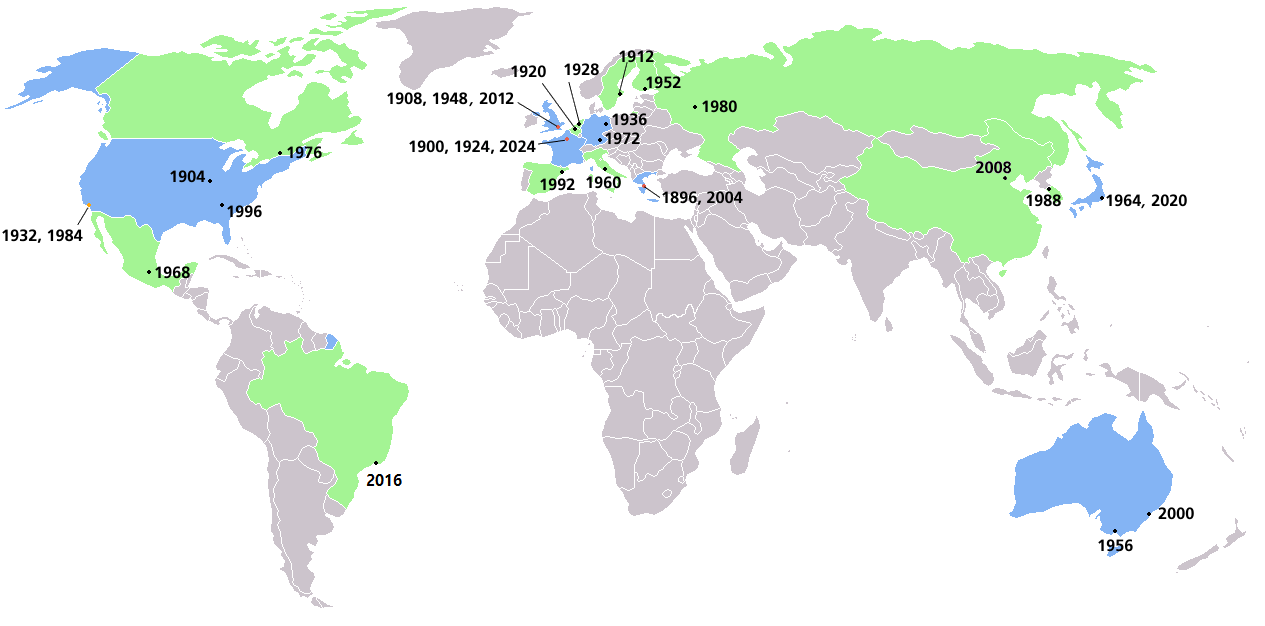
Místa pořádání LOH, zeleně označené země pořádaly LOH jednou, modře označené dvakrát a vícekrát

## Přehled
| Číslo | LOH      | Datum her                      | Pořadatel          | Město                | Statistika (an.) | ČSSR/ČR         |
| ----- | -------- | ------------------------------ | ------------------ | -------------------- | ---------------- | --------------- |
| 1.    | LOH 1896 | 6. duben – 15. duben           | Řecko              | Athény               |                  |                 |
| 2.    | LOH 1900 | 14. květen – 28. říjen         | Francie            | Paříž                |                  |                 |
| 3.    | LOH 1904 | 1. červenec – 23. listopad     | USA                | St. Louis            |                  |                 |
| 4.    | LOH 1908 | 27. duben – 31. říjen          | Spojené království | Londýn               |                  |                 |
| 5.    | LOH 1912 | 5. květen – 27. červenec       | Švédsko            | Stockholm            |                  |                 |
| 6.    | LOH 1916 | nekonaly se – 1. světová válka | Německo            | Berlín               |                  | nekonaly se     |
| 7.    | LOH 1920 | 7. červenec – 12. září         | Belgie             | Antverpy             |                  |                 |
| 8.    | LOH 1924 | 4. květen – 27. červenec       | Francie            | Paříž                |                  |                 |
| 9.    | LOH 1928 | 28. červenec – 12. srpen       | Nizozemsko         | Amsterdam            |                  |                 |
| 10.   | LOH 1932 | 30. červenec – 14. srpen       | USA                | Los Angeles          |                  |                 |
| 11.   | LOH 1936 | 1. srpen – 16. srpen           | Německo            | Berlín               |                  |                 |
| 12.   | LOH 1940 | nekonaly se – 2. světová válka | Japonsko           | Tokio                |                  | nekonaly se     |
| 13.   | LOH 1944 | nekonaly se – 2. světová válka | Spojené království | Londýn               |                  | nekonaly se     |
| 14.   | LOH 1948 | 29. červenec – 14. srpen       | Spojené království | Londýn               |                  |                 |
| 15.   | LOH 1952 | 19. červenec – 3. srpen        | Finsko             | Helsinky             |                  |                 |
| 16.   | LOH 1956 | 10. – 17. květen               | Austrálie, Švédsko | Melbourne, Stockholm |                  |                 |
| 17.   | LOH 1960 | 25. srpen – 11. září           | Itálie             | Řím                  |                  |                 |
| 18.   | LOH 1964 | 10. říjen – 24. říjen          | Japonsko           | Tokio                |                  |                 |
| 19.   | LOH 1968 | 12. říjen – 27. říjen          | Mexiko             | Ciudad de México     |                  |                 |
| 20.   | LOH 1972 | 26. srpen – 11. září           | Německo            | Mnichov              |                  |                 |
| 21.   | LOH 1976 | 17. červenec – 1. srpen        | Kanada             | Montréal             |                  |                 |
| 22.   | LOH 1980 | 19. červenec – 3. srpen        | SSSR               | Moskva               |                  |                 |
| 23.   | LOH 1984 | 28. červenec – 12. srpen       | USA                | Los Angeles          |                  | nezúčastnili se |
| 24.   | LOH 1988 | 17. září – 2. říjen            | Jižní Korea        | Soul                 |                  |                 |
| 25.   | LOH 1992 | 25. červenec – 8. srpen        | Španělsko          | Barcelona            |                  |                 |
| 26.   | LOH 1996 | 19. červenec – 4. srpen        | USA                | Atlanta              |                  |                 |
| 27.   | LOH 2000 | 15. září – 1. říjen            | Austrálie          | Sydney               |                  |                 |
| 28.   | LOH 2004 | 13. srpen – 29. srpen          | Řecko              | Athény               |                  |                 |
| 29.   | LOH 2008 | 8. srpen – 24. srpen           | Čína               | Peking               |                  |                 |
| 30.   | LOH 2012 | 26. červenec – 12. srpen       | Spojené království | Londýn               |                  |                 |
| 31.   | LOH 2016 | 5. srpen – 21. srpen           | Brazílie           | Rio de Janeiro       |                  |                 |
| 32.   | LOH 2020 | 23. červenec – 8. srpen 2021   | Japonsko           | Tokio                |                  |                 |
| 33.   | LOH 2024 | 26. července – 11. srpna       | Francie            | Paříž                |                  |                 |
| 34.   | LOH 2028 | 21. července – 6. srpna        | USA                | Los Angeles          |                  |                 |
| 35.   | LOH 2032 | 23. července – 8. srpna        | Austrálie          | Brisbane             |                  |                 |

### Posun olympijských her v roce 2020
Kvůli pandemii covidu-19 byly Letní olympijské hry 2020 konané v Japonsku posunuty až na rok 2021, slavnostní zahájení bylo v pátek 23. července 2021. V historii se olympiáda neuskutečnila třikrát – poprvé tomu tak bylo v roce 1916, podruhé roku 1940 a potřetí o čtyři roky později. Ani v jednom případě se však hry nakonec nekonaly.

## Sporty LOH
Více informací najdete v článku Sporty na LOH a na webu www.olympic.cz.

## Přehled medailí podle zemí
po LOH 2016 – zdroj sports-reference.com
     Bývalý stát
| #   | Stát           | Hry | Zlato | Stříbro | Bronz | Celkem |
| --- | -------------- | --- | ----- | ------- | ----- | ------ |
| 1.  | USA            | 27  | 1036  | 802     | 708   | 2546   |
| 2.  | SSSR           | 10  | 395   | 319     | 296   | 1010   |
| 3.  | Velká Británie | 28  | 272   | 313     | 293   | 878    |
| 4.  | Německo        | 24  | 230   | 258     | 282   | 770    |
| 5.  | Francie        | 28  | 232   | 251     | 285   | 768    |
| 6.  | Itálie         | 27  | 219   | 189     | 197   | 605    |
| 7.  | Čína           | 10  | 227   | 162     | 154   | 543    |
| 8.  | Švédsko        | 27  | 146   | 175     | 188   | 509    |
| 9.  | Maďarsko       | 26  | 178   | 154     | 173   | 505    |
| 10. | Austrálie      | 28  | 146   | 167     | 191   | 504    |

## Nejúspěšnější země na jednotlivých olympiádách podle získaných medailí
| LOH      | 1. místo           | Zlatá medaile | Stříbrná medaile | Bronzová medaile | Celkem | 2. místo           | Zlatá medaile | Stříbrná medaile | Bronzová medaile | Celkem | 3. místo           | Zlatá medaile | Stříbrná medaile | Bronzová medaile | Celkem |
| -------- | ------------------ | ------------- | ---------------- | ---------------- | ------ | ------------------ | ------------- | ---------------- | ---------------- | ------ | ------------------ | ------------- | ---------------- | ---------------- | ------ |
| LOH 1896 | USA                | 11            | 7                | 2                | 20     | Řecko              | 10            | 17               | 19               | 46     | Německo            | 6             | 5                | 2                | 13     |
| LOH 1900 | Francie            | 26            | 41               | 34               | 101    | USA                | 19            | 14               | 14               | 47     | Spojené království | 15            | 6                | 9                | 30     |
| LOH 1904 | USA                | 79            | 83               | 80               | 242    | Německo            | 4             | 4                | 5                | 13     | Kuba               | 4             | 2                | 3                | 9      |
| LOH 1908 | Spojené království | 56            | 51               | 39               | 146    | USA                | 23            | 12               | 12               | 47     | Švédsko            | 8             | 6                | 11               | 25     |
| LOH 1912 | USA                | 25            | 19               | 19               | 63     | Švédsko            | 24            | 24               | 17               | 65     | Spojené království | 10            | 15               | 16               | 41     |
| LOH 1920 | USA                | 41            | 27               | 27               | 95     | Švédsko            | 19            | 20               | 25               | 64     | Spojené království | 15            | 15               | 13               | 43     |
| LOH 1924 | USA                | 45            | 27               | 27               | 99     | Finsko             | 14            | 13               | 10               | 37     | Francie            | 13            | 15               | 10               | 38     |
| LOH 1928 | USA                | 22            | 18               | 16               | 56     | Německo            | 10            | 7                | 14               | 31     | Finsko             | 8             | 8                | 9                | 25     |
| LOH 1932 | USA                | 41            | 32               | 30               | 103    | Itálie             | 12            | 12               | 12               | 36     | Francie            | 10            | 5                | 4                | 19     |
| LOH 1936 | Německo            | 33            | 26               | 30               | 89     | USA                | 24            | 20               | 12               | 56     | Maďarsko           | 10            | 1                | 5                | 16     |
| LOH 1948 | USA                | 38            | 27               | 19               | 84     | Švédsko            | 16            | 11               | 17               | 44     | Francie            | 10            | 6                | 13               | 29     |
| LOH 1952 | USA                | 40            | 19               | 17               | 76     | SSSR               | 22            | 30               | 19               | 71     | Maďarsko           | 16            | 10               | 16               | 42     |
| LOH 1956 | SSSR               | 37            | 29               | 32               | 98     | USA                | 32            | 25               | 17               | 74     | Austrálie          | 13            | 8                | 14               | 35     |
| LOH 1960 | SSSR               | 43            | 29               | 31               | 103    | USA                | 34            | 21               | 16               | 71     | Itálie             | 13            | 10               | 13               | 36     |
| LOH 1964 | USA                | 36            | 26               | 28               | 90     | SSSR               | 30            | 31               | 35               | 96     | Japonsko           | 16            | 5                | 8                | 29     |
| LOH 1968 | USA                | 45            | 28               | 34               | 107    | SSSR               | 29            | 32               | 30               | 91     | Japonsko           | 11            | 7                | 7                | 25     |
| LOH 1972 | SSSR               | 50            | 27               | 22               | 99     | USA                | 33            | 31               | 30               | 94     | NDR                | 20            | 23               | 23               | 66     |
| LOH 1976 | SSSR               | 49            | 41               | 35               | 125    | NDR                | 40            | 25               | 25               | 90     | USA                | 34            | 35               | 25               | 94     |
| LOH 1980 | SSSR               | 80            | 69               | 46               | 195    | NDR                | 47            | 37               | 42               | 126    | Bulharsko          | 8             | 16               | 17               | 41     |
| LOH 1984 | USA                | 83            | 61               | 30               | 174    | Rumunsko           | 20            | 16               | 17               | 53     | NSR                | 17            | 19               | 23               | 59     |
| LOH 1988 | SSSR               | 55            | 31               | 46               | 132    | NDR                | 37            | 35               | 30               | 102    | USA                | 36            | 31               | 27               | 94     |
| LOH 1992 | SNS                | 45            | 38               | 29               | 112    | USA                | 37            | 34               | 37               | 108    | Německo            | 33            | 21               | 28               | 82     |
| LOH 1996 | USA                | 44            | 32               | 25               | 101    | Rusko              | 26            | 21               | 16               | 63     | Německo            | 20            | 18               | 27               | 65     |
| LOH 2000 | USA                | 40            | 24               | 33               | 97     | Rusko              | 32            | 28               | 28               | 88     | Čína               | 28            | 16               | 15               | 59     |
| LOH 2004 | USA                | 36            | 39               | 27               | 102    | Čína               | 32            | 17               | 14               | 63     | Rusko              | 27            | 27               | 38               | 92     |
| LOH 2008 | Čína               | 51            | 21               | 28               | 100    | USA                | 36            | 38               | 36               | 110    | Rusko              | 23            | 21               | 28               | 72     |
| LOH 2012 | USA                | 46            | 29               | 29               | 104    | Čína               | 38            | 27               | 23               | 88     | Spojené království | 29            | 17               | 19               | 65     |
| LOH 2016 | USA                | 46            | 37               | 38               | 121    | Spojené království | 27            | 23               | 17               | 67     | Čína               | 26            | 18               | 26               | 70     |